# Château Mouton Rothschild

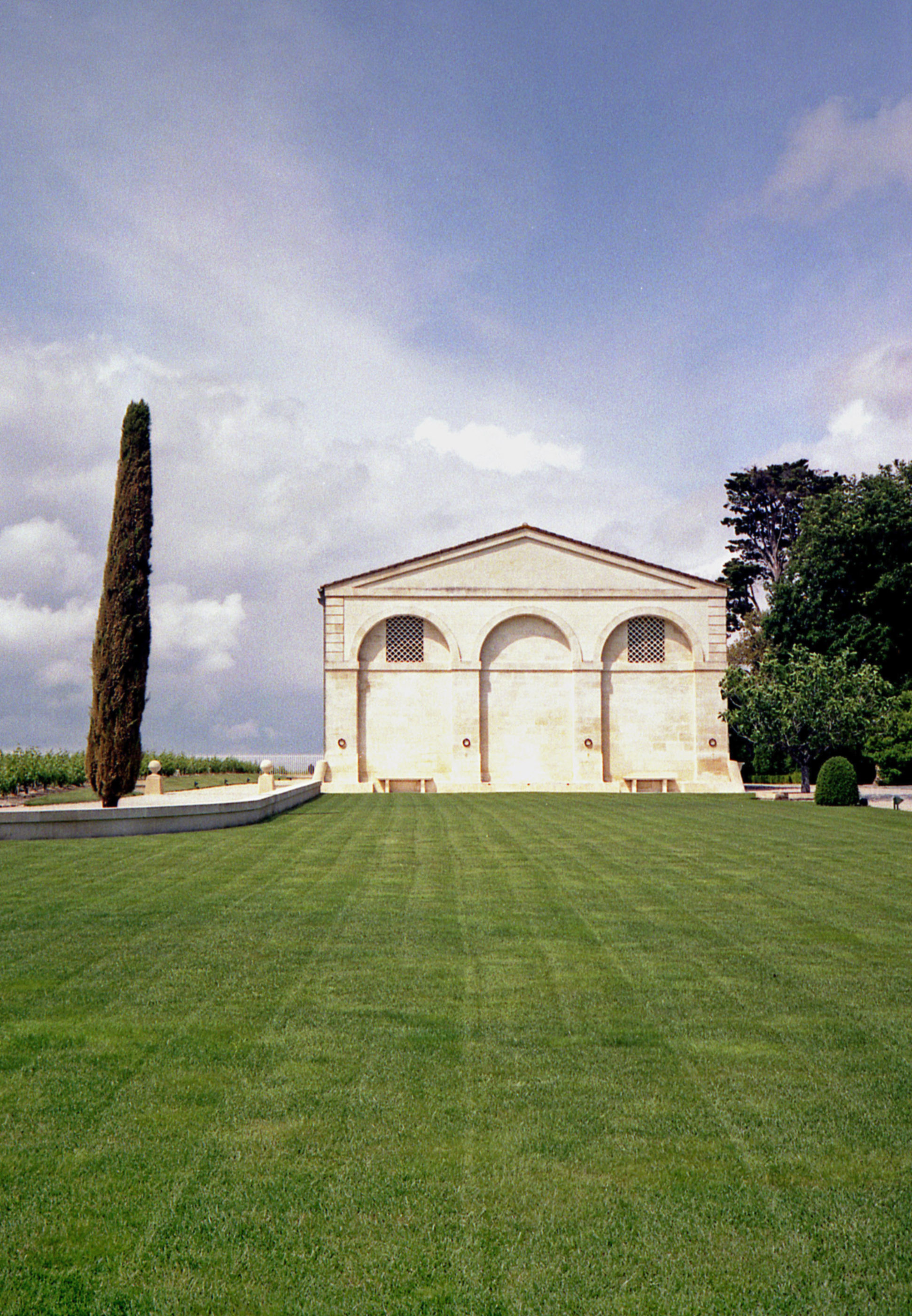
Château Lafite-Rothschild — мальовничий вигляд виноробного господарства

Château Mouton Rothschild, Шато Мутон Ротшильд — французьке виноробне господарство, розташоване в комуні Пояк (фр. Pauillac), округу Медок (фр. Medoc) регіону Бордо. Згідно з «Офіційною класифікацією вин Бордо 1855 року», господарство належить до категорії «Перші крю» (фр. Premiers crus), тобто найвищої категорії в класифікації. Входить у п'ятірку найкращих виробників вин Бордо, разом із Château Lafite Rothschild (Шато Лафіт Ротшильд), Château Margaux (Шато Марго), Château Latour (Шато Латур) та Château Haut-Brion (Шато О-Бріон). 
Виготовляє два види червоного вина з власних виноградників: 
- Château Mouton-Rothschild — основне або «перше» вино господарства;
- Le Petit Mouton de Mouton Rothschild — «друге» вино господарства);

та біле сухе вино категорії Bordeaux AOC — Aile d'Argent. 
Крім чудових вин, господарство також відоме особливим підходом до оформлення пляшкових етикеток. Етикетка для кожного нового року врожаю є репродукцією картин або замальовкою, створеною відомими художниками, скульпторами та відомими діячами культури. 
Згідно з «Офіційною класифікацією вин Бордо 1855 року» господарство спочатку належало до категорії «Другі крю», і лише у 1973 році було підвищене до категорії «перші крю».
Шато Мутон Ротшильд  — перше господарство, що запровадило повний розлив усього виготовленого вина у пляшки.

## Власники
Господарство Château Mouton-Rothschild входить у виноробний холдинг, що належить, з 1853 року, британській гілці родини Ротшильд — «Baron Philippe de Rothschild SA». 

### Ділові угоди
- у 1980 році Château Mouton-Rothschild оголосило про спільний проєкт разом з Робертом Мондаві метою якого було створення підприємства Opus One Winery в Оаквіль, Каліфорнія.
- У 1990-х роках відбулося масштабне розширення у Північній і Південній Америках.
- У 1997 році Château Mouton-Rothschild об'єдналося з чилійською Concha y Toro, для виробництва якісних вин на основі винограду Каберне Совіньйон. Було збудовано нове виноробне господарство у долині річки Майпо, в Чилі.

## Історія господарства
Офіційна класифікація вин Бордо 1855 року була створена виключно на основі ринкових цін на вино виноробного господарства, та його якості, яка у той час безпосередньо залежала від ціни. Попри високу ціну і відповідну якість, що, по суті, не поступалася Château Lafite Rothschild, Château Mouton-Rothschild у офіційній класифікації було виключене з категорії «Перші крю» і отримало категорію «Другі крю». Цю подію барон Філіп де Ротшильд назвав «жахливою несправедливістю». Широко розповсюджена думка, ніби виключення господарства з категорії «Перші крю», було здійснено через те, що господарство було придбано англійцем і вже не було французькою власністю. 
У 1973 році Château Mouton-Rothschild було підвищено до категорії «Перші крю» після десятиліть інтенсивного лобіювання зі сторони впливового власника — сім'ї Ротшильд. Це була друга суттєва зміна «Офіційної класифікації вин Бордо 1855 року» з моменту її створення (перша — додавання у класифікацію Château Cantemerle у 1856 році, в категорію «п'яті крю»). Ця подія викликала зміну девізу господарства. Попередній девіз: «фр. Premier ne puis, second ne daigne, Mouton suis.» («Перше. Я не можу бути другим. Тому що я —  Мутон.»), змінився на: «фр. Premier je suis, Second je fus, Mouton ne change.» («Я перше, я було другим, але Мутон не змінився»). 

## Виробництво
Виноградники Шато Мутон Ротшильд розташовані на схилах естуарію Жиронди, регіону Бордо, у самому центрі апелласьйону Пояк. Головним чином тут вирощується виноград сорту Каберне Совіньйон. Сьогодні до господарства включено 84 гектари виноградників з яких: 77% — Каберне Совіньйон, 12% — Каберне Фран, 9% — Мерло, 2% — Пті Вердо. Вина проходять початкову стадію бродіння у дубовик чанах. Це давня технологія виноробства і Мутон практично є останнім із господарств (із господарств категорії «Перші крю», за цією технологією працює ще господарство Château Haut-Brion), яке до цього часу не відмовилось від неї на користь нових високотехнологічних бродильний ємностей із неражавіючої сталі з температурним контролем. У подальшому вина витримуються щоразу у нових дубових бочках. 

### Вина
- Château Mouton-Rothschild — основне або «перше» вино господарства. Для виготовлення «першого» вина використовують виноград із старих виноградників, яким 30-50 і більше років.
- Le Petit Mouton de Mouton Rothschild — «друге» вино господарства). Виготовлення «другого» вина було започатковано у 1993 році. Зазвичай, як і в інших господарствах, для приготування «другого» вина використовують виноград із молодих виноградників.
- Aile d'Argent — біле сухе вино.

## Етикетки
Див також: Список художників, що створювали дизайн етикеток Château Mouton Rothschild
Барон Філіп де Ротшильд запропонував ідею розробляти щороку нову винну етикетку. З 1946 року це стало правилом. Для розробки етикетки запрошувались відомі художники та скульптори. Єдиним виключенням був дизайн пляшки 2000 року. Замість етикетки, безпосередньо на пляшку, було нанесено малюнок золотою емаллю.
На етикетці 1953 року, до 100-літнього ювілею придбання господарства, на етикетці було зображено портрет барона Натаніеля де Ротишльда. У 1977 році було розроблено спеціальні етикетки, на честь королеви Єлизавети II та королеви-матері, які відвідали господарство того ж року. 
Двічі, за усю історію господарства, у один і той же рік було створено дві етикетки. Перший раз у 1978 році, коли монреальський художник Жан-Поль Ріопель запропонував два ескізи етикетки. Барону Філіпу де Ротшильду сподобались обидва варіанти етикеток, і він розділив виробничий цикл 50 на 50 з обома дизайнами етикеток. Другий раз у 1993 році. Етикетка із намальованим олівцем зображенням оголеної дівчини художника Бальтюса була заборонена у США Бюро алкоголю, тютюну, вогнепальної зброї і вибухових речовин. Таким чином для американського ринку була розроблена пуста етикетка на місці якого мало бути зображення, при чому обидві етикетки користуються у колекціонерів високим попитом.
Щороку різні етикетки є ще одним фактором, який впливає на ціну вина, навіть у роки, коли якість вина була значно нижчою. У зв'язку з тим, що етикетка, щороку інша, колекціонери змушені купувати вина кожен рік не зважаючи на фактор якості. Для порівняння вина інших господарств, у яких щороку однакові етикетки часто ігноруються колекціонерами, якщо рік, у який було вироблено вино характеризується його невисокою якістю.

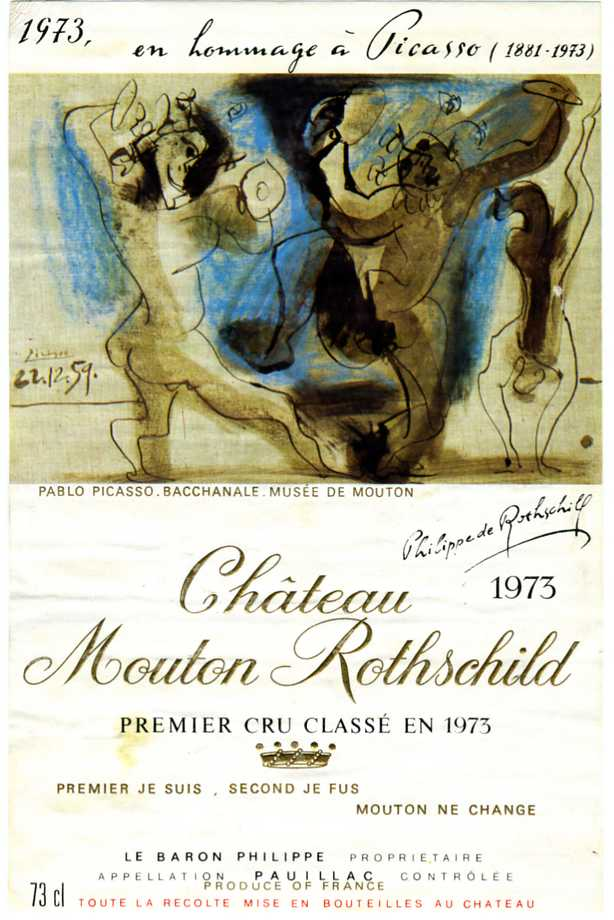
Етикетка 1973 року.
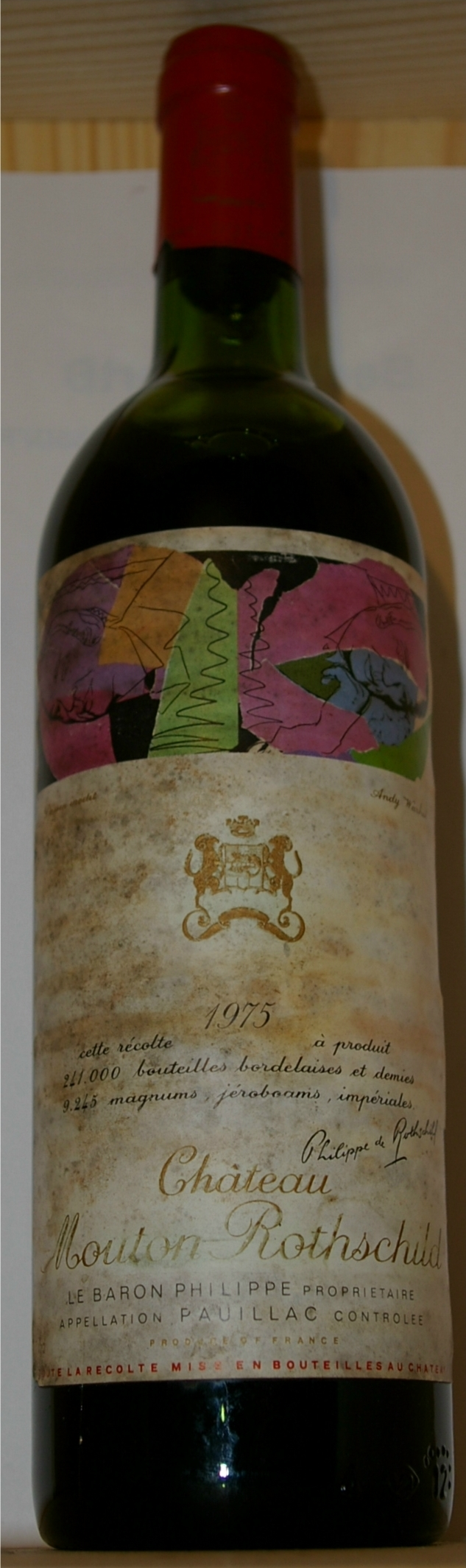
Етикетка 1975 року.
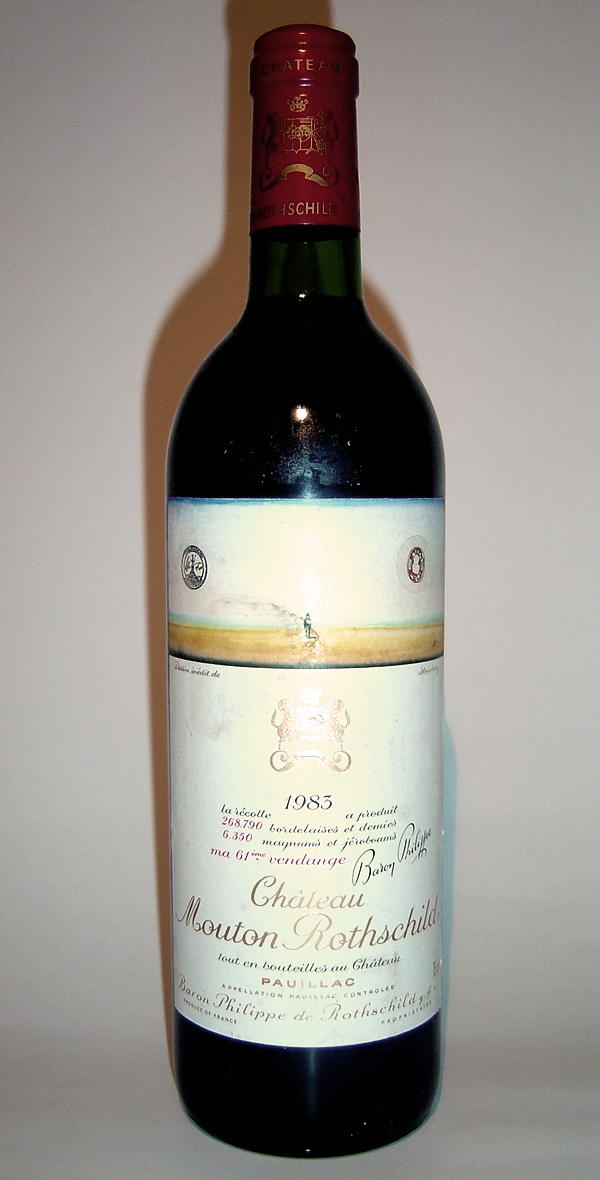
Етикетка 1983 року.
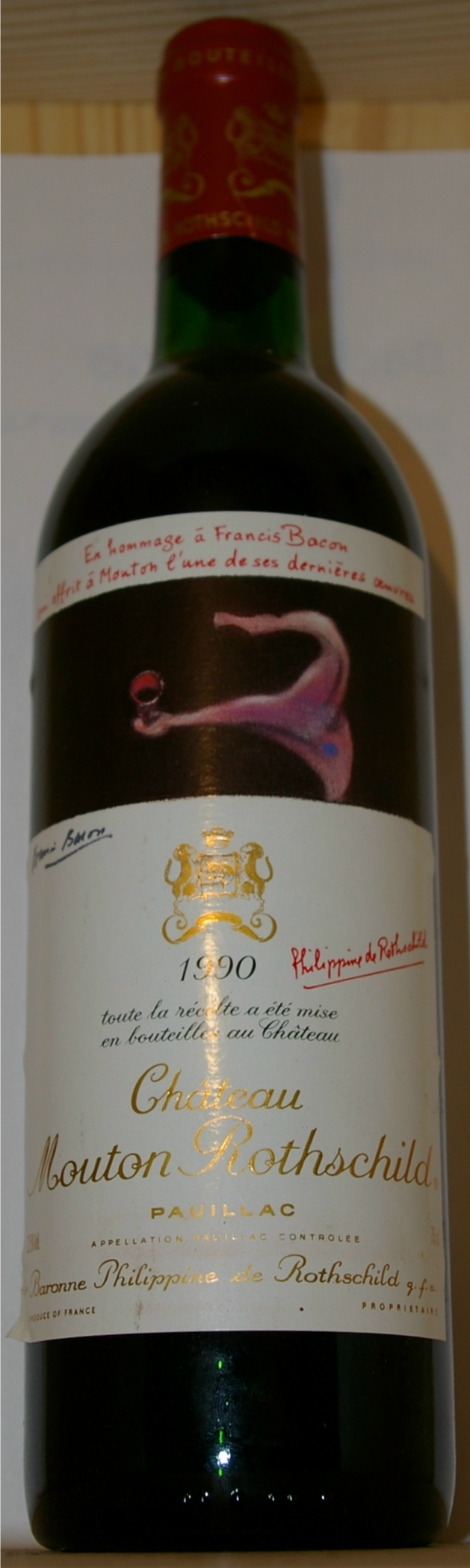
Етикетка 1990 року.
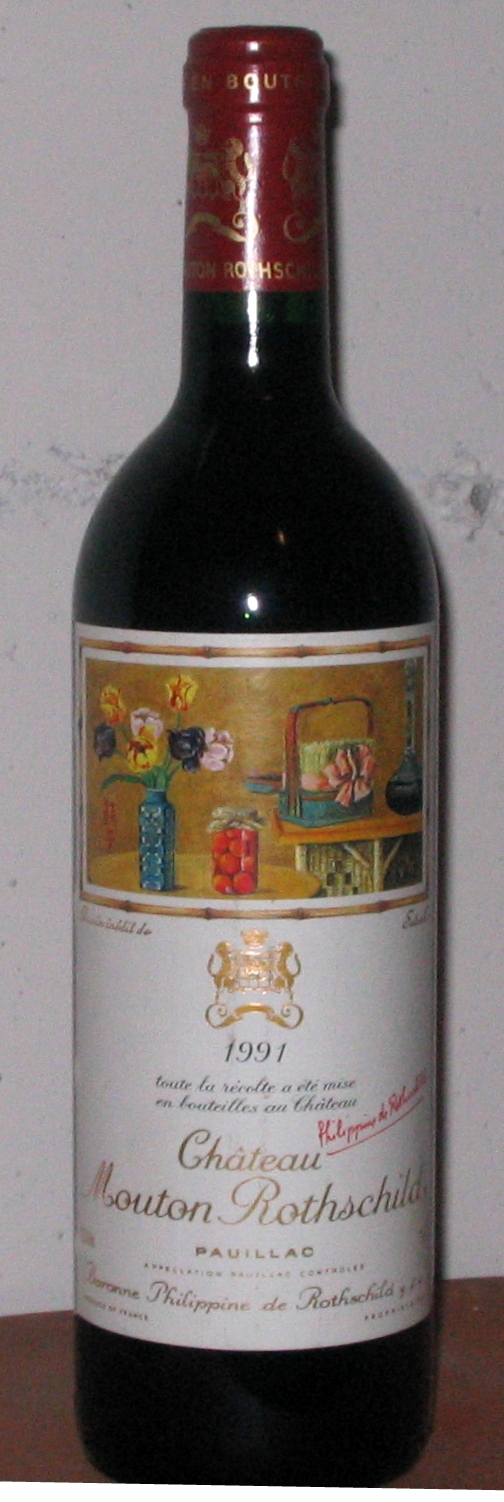
Етикетка 1991 року.
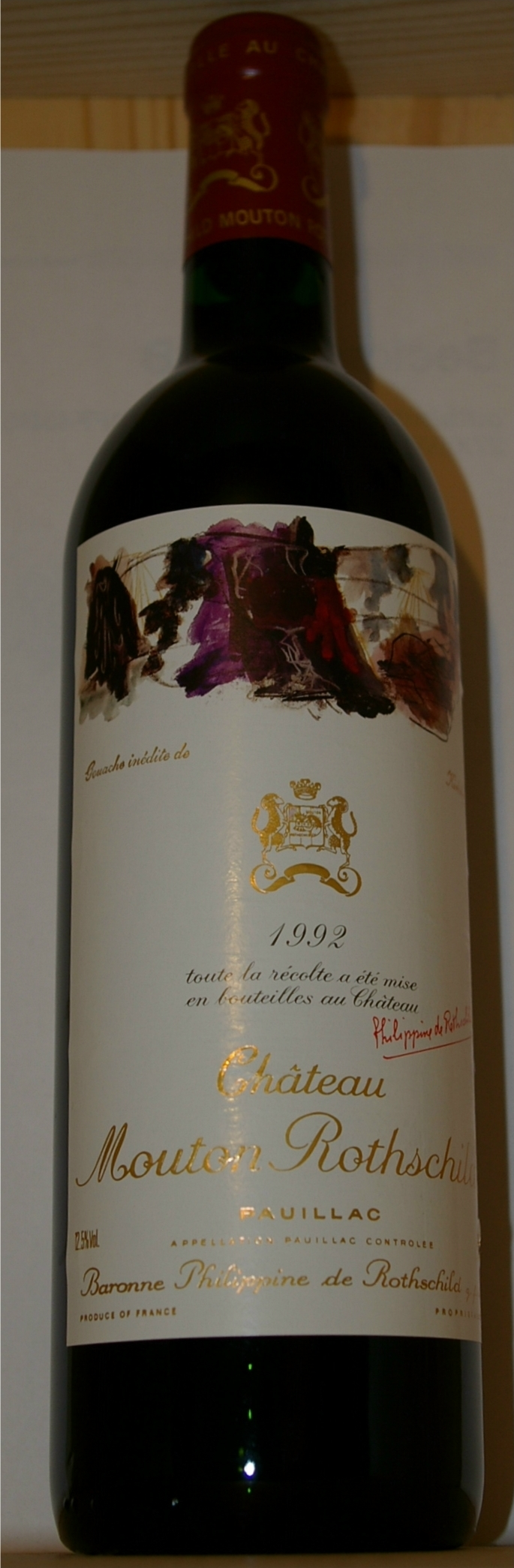
Етикетка 1992 року.
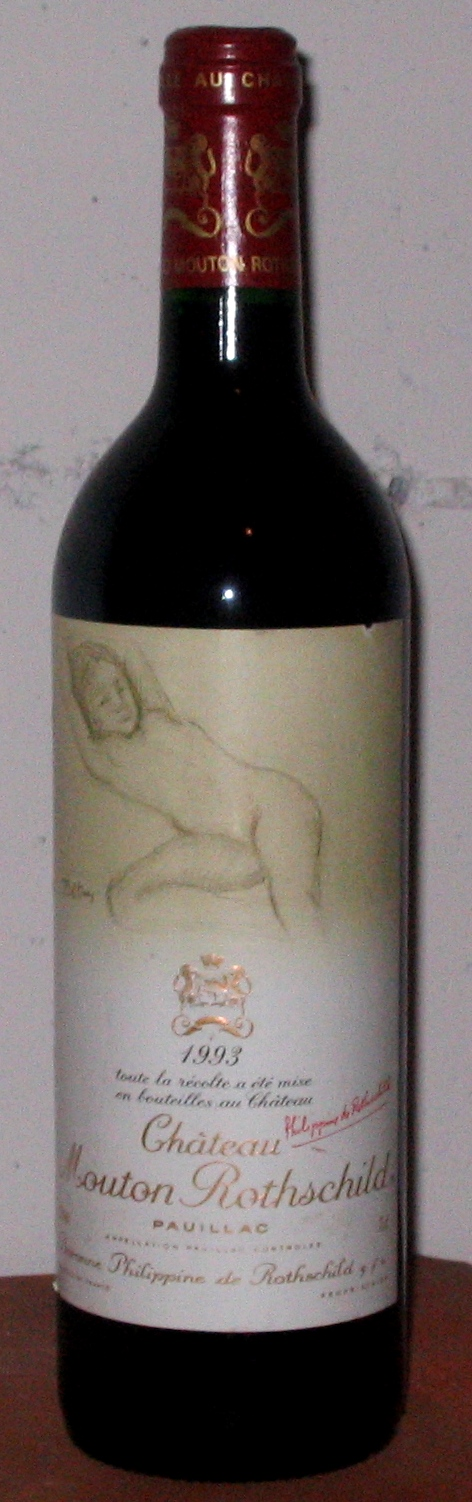
Етикетка 1993 року.
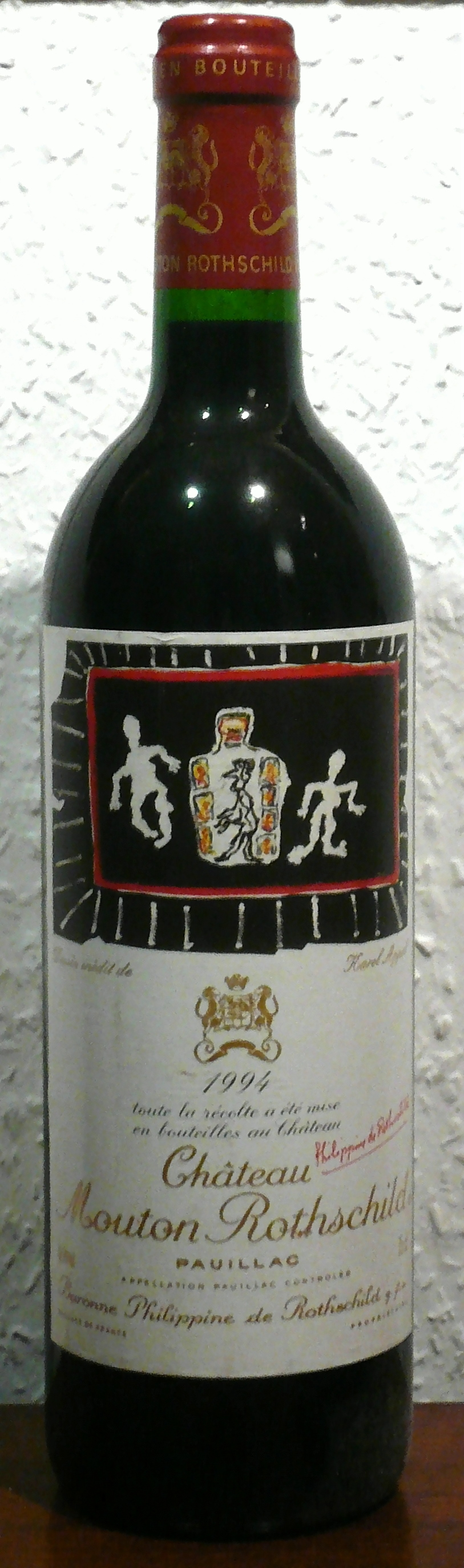
Етикетка 1994 року.
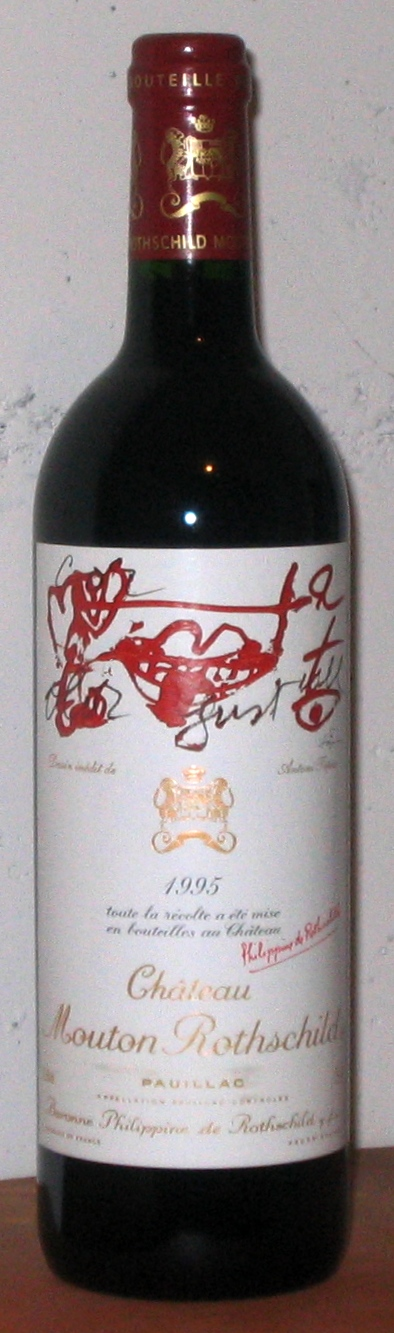
Етикетка 1995 року.
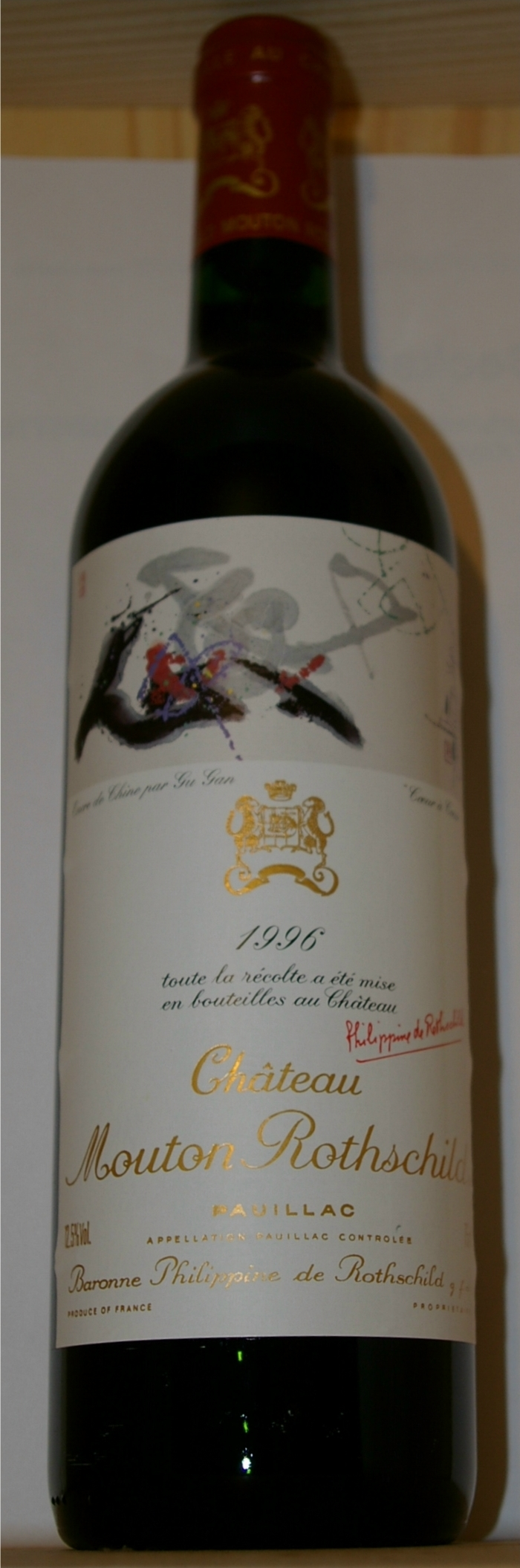
Етикетка 1996 року.
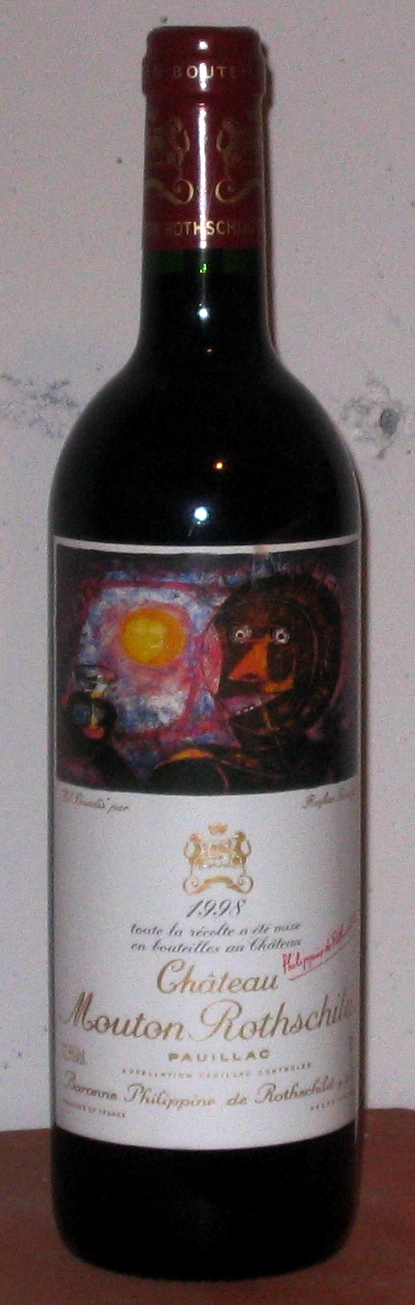
Етикетка 1998 року.
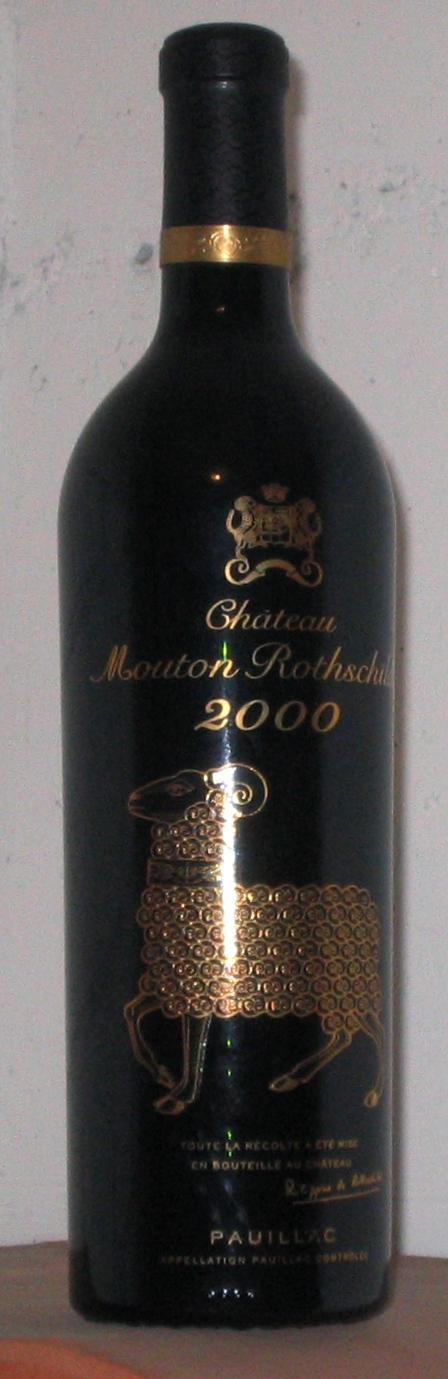
Дизайн 2000 року.

## Цікаві факти
- Вінтаж 1970 року був високо оцінений за якість та смак і отримав друге місце у Паризькій дегустації вин 1976 року.
- Доволі часто вина господарства Шато Мутон Ротшильд плутають з вином Мутон Кадет (фр. Mouton Cadet). Хоча останнє є вином, сировиною для якого є виноград зібраний з різних господарств та апелласьйонів регіону Бордо.

### Ціна
Ціна пляшки вина Château Mouton Rothschild так само як і інших вин категорії «Перші крю» є високою, і зазвичай лежить в межах сотень євро, за пляшку менш популярних років, та декількох тисяч чи десятків тисяч євро, за пляшку старих колекційних вин. 